# 瀧上站

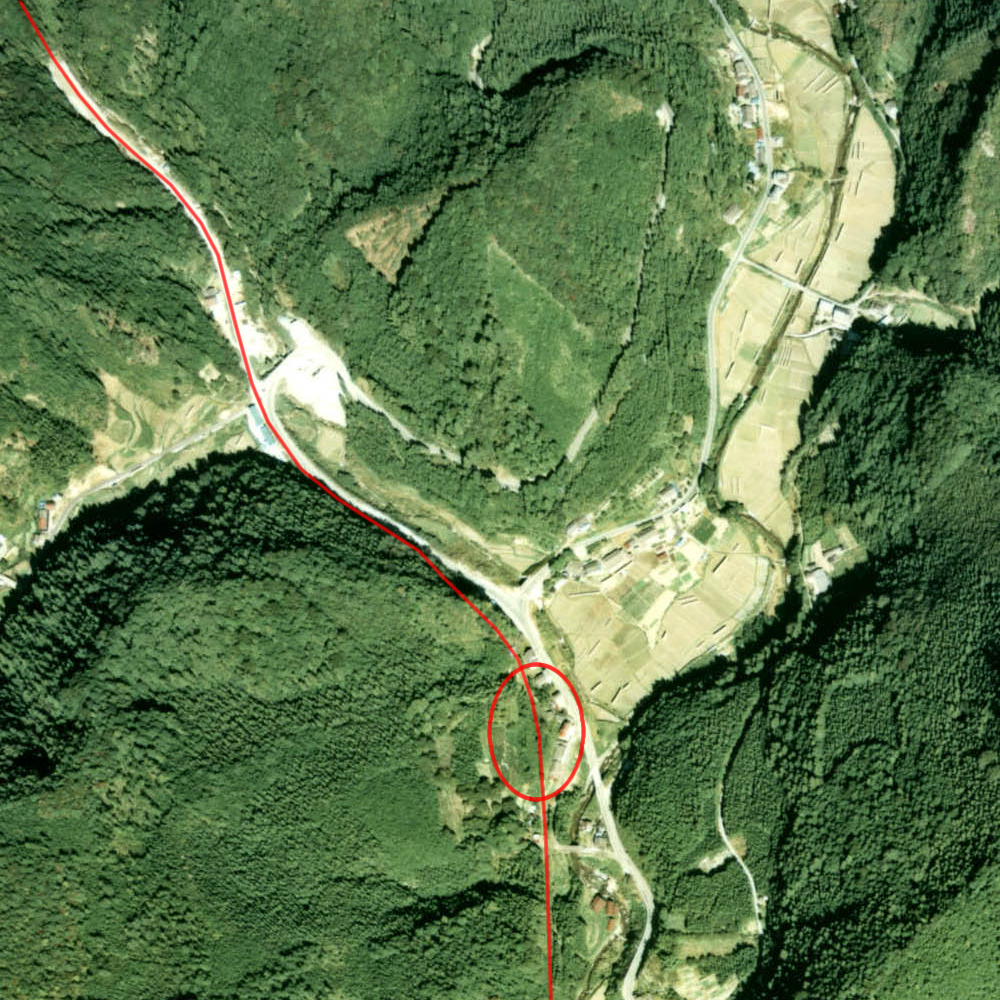
在1977年的瀧上站遺址與周邊地方。紅色圓圈的地方是車站遺址附近。紅線是田口線的廢線遺跡。圖片左上方為稻目隧道。

瀧上站（日语：／ Takiue eki */?）是位於愛知縣南設樂郡鳳來町（在開業時位於南設樂町海老町，現時：新城市）海老字千原田，豐橋鐵道田口線的鐵路車站（廢站）。

## 歷史
瀧上站在1949年（昭和24年）8月3日由田口鐵道開設。
田口鐵道是連接現時JR飯田線本長篠站與北設樂郡設樂町之間的鐵路。而此站的啟用與路線開通的時期相距較大，車站所在的第二期線（三河海老站至清崎站）在1930年（昭和5年）開通，而該路線開通後近20年才開設此車站。
在1956年（昭和31年）10月1日，田口鐵道合併至豐橋鐵道後，此站成為豐橋鐵道田口線的車站。在合併8年後的1964年（昭和39年），隨著豐橋鐵道的赤字愈來愈嚴重，因此決定廢除田口線。田口線在1968年（昭和43年）9月1日廢除。但是在該日之前的8月29日，由於受到颱風（颱風10號）吹襲，使田峰站至清崎站之間的路軌由於受損而不能通行，包含瀧上站在內，三河海老站以北區間率先終止營業。
在廢線後，由巴士替代了田口線的服務。截至2012年（平成24年），連接本長篠站與設樂町田口之間的豐鐵巴士田口新城線，該巴士路線從新城站附近的新城市民醫院(從前名為新城醫院前)巴士站出發，途經本長篠站前往田口。此站附近設置了「瀧上」巴士站。車站遺址是在巴士站後方，該處保留了車站月台。

## 車站構造
此站是地面車站，設有1面1線的單式月台，不可進行列車交會。此站沒有職員當值，為一座無人車站。

## 使用狀況
在1957年度，乘車人次為39,000人（平均1日105人），當中約五成（18,000人）為定期票的乘客。在田口線11座車站中，為第四少人使用的車站。另一方面，此站沒有貨運業務。

## 相鄰車站
豐橋鐵道
田口線
三河海老－瀧上－田峰

## 注腳
1. 1 2  《日本鐵道旅行地圖帳》7號，p.37-38
2. 1 2  《鳳來町誌》田口鐵道史編，p.64
3. ↑  《鳳來町誌》田口鐵道史編，p.58-59
4. ↑  《鳳來町誌》田口鐵道史編，p.152
5. ↑  《鳳來町誌》田口鐵道史編，p.161-162
6. ↑  《鳳來町誌》田口鐵道史編，p.186
7. ↑  「豊鉄バス路線系統図 新城営業所管内PDF」（豐鐵巴士官網），2015年10月22日參閱
8. ↑  Mapion電話帳 滝上バス停，2012年9月17日參閱
9. ↑  《新鉄道廃線跡を歩く》3，p.133
10. ↑  白井良和. . 鐵道畫刊 (鐵道圖書刊行會). 1986-03, (461): 59 （日语）.
11. ↑  《圖錄》，p.8
12. 1 2  《愛知縣統計年鑑》昭和34年版，p.386

## 相關項目
- 日本鐵路車站列表 Ta